# Джаггернаут (Marvel Comics)
Джаггерна́ут, настоящее имя Кейн Марко, (англ. Juggernaut, Cain Marko) — суперзлодей, иногда антигерой комиксов издательства Marvel Comics, созданный Стэном Ли и Джеком Кирби, главным образом, связанный с командой Людей Икс. Впервые появился в Серебряном веке комиксов в комиксе X-Men #12, изданном в июле 1965 года, и с тех пор появлялся на протяжении более чем четырёх десятилетий публикаций, получив в том числе два сольных ван-шота. Впоследствии Джаггернаут появлялся в различного рода мерчендайзе (одежды, игрушки, коллекционные карточки, мультсериалы и видеоигры), а в 2006 году персонаж дебютировал в кино в фильме «Люди Икс: Последняя битва», где его роль исполнил британский актёр Винни Джонс. В 2018 году персонаж появился в фильме «Дэдпул 2».

## Биография
Мать Кейна Марко умерла, когда тот был совсем маленьким, оставив его на попечении отца, атомного исследователя, доктора Курта Марко, подвергавшего сына психологическому и физическому насилию. После смерти своего коллеги, доктора Брайана Ксавьера, Курт женился на вдове Ксавьера, Шарон. Затем вместе с Шарон и её маленьким сыном Чарльзом все они поселилась в Вестчестере, особняке Ксавьера.
Кейн Марко и Чарльз Ксавьер росли у Шарон Ксавьер и Курта Марко. Когда они выросли, Кейн отправился в Корею служить в армии. Он нашёл рубин Ситторака: «Тот, кто коснется этого камня, будет обладать властью Рубинового Ситторака! Впредь тот, кто коснулся Рубина, станет навечно Джаггернаутом!» Позже Джаггернаут выбрался и отправился на поиски брата, чтобы отомстить. Был побеждён Людьми Икс: Чарльз Ксавьер вырубил Кейна, когда люди Икс сбили с него шлем. Он напал на Циклопа и Феникс, но их спас Доктор Стрэндж. Дальше он был заключен в измерение Кошмара.

### Заточенный в измерении
Находясь в Багровом Пространстве, Джаггернаут смог получить некоторые магические навыки. В этот раз Кейн ворвался в царство Кошмара и в конечном счёте спас Доктора Стрэнджа, когда он нуждался в его помощи, чтобы победить Кошмара, которому удалось управлять космическими силами Вечности (Eternity), чтобы уничтожить планету Земля. Однако, Джаггернаут случайно освободил Вечность, который тогда отправил его в другое измерение под названием Забвение (Oblivion). В Забвении время шло быстрее, чем обычно и люди стареют быстрее, единственное противоядие против этого является чистая ненависть, которой у Кейна было более чем достаточно. Джаггернауту удалось перебраться на Землю, где он сражался со Зверем, но когда Зверь сбил с него шлем, Джаггернаут начал опасаться, что его победят, тем самым его ненависть ослабла. Он внезапно постарел и поэтому вернулся обратно в Забвение. Само измерение устало от него, и предложило ему сделку, что если он откажется от магических сил, которым он обучился в Багровом Пространстве, то он будет отправлен обратно на Землю. Естественно Джаггернаут согласился и материализовался прямо в середине боя между Халком и армией США. Эти двое объединились, но когда Халк увидел, что Джаггернаут подверг опасности невинных людей, он напал на него. Инициатива в битве постоянно переходила от одного к другому: сила Халка увеличивалась от гнева, а Джаггернаута подпитывал рубин. Но Халк смог вышвырнуть Джаггернаута, глубоко впечатав в гору, при этом слетел шлем последнего. Джаггернаут быстро оклемался, вновь хотел напасть, как подоспели Люди Икс, и профессор Ксавьер мощной телепатической волной вырубил Кейна. Долго помогал Чёрному Тому Кессиди. Ради него чуть не убил Мадам Паутину, что привело к битве с Человеком-пауком. Вначале Человек Паук не смог остановить Джаггернаута и тот сумел отключить Мадам Паутину, что привело к её коме, но затем Человек-Паук запрыгнул на спину Джаггернаута и закрыл прорези для глаз в его шлеме, заманив на стройплощадку, где тот застрял в жидком цементе. Разошлись, когда Том убил Сема Парра. Вошёл в состав Экскалибура.

### Мировая война Халка
Во время мировой войны Халка, Кейн решил отказаться от сил Ситторака, что ограничило его мощь и встать на путь добра и справедливости. Тем временем Халк пришел за местью к Профессору Ксавьеру, и хотел вначале поговорить, но Люди Икс атаковали, что привело Зелёного Шрама в ярость. Однако, мутанты просто не способны что-либо противопоставить ему и Халк с легкостью побеждает всех, успев заодно сломать руки Колоссу и оторвать их Оползню, превратить мозг Росомахи в кашу, отправить ударом Монету (почти неуязвимого мутанта) в Джерси и разрушить особняк Людей Икс. Мутанты отправляют сигнал о помощи другим командам. Эта весть дошла и до уже ослабевшего и вставшего на путь исправления Джаггернаута. Кейн решает спасти брата и заключает сделку с Ситтораком. Он говорит демону, чтобы тот перенес его своей магией к Халку, а он взамен снова встанет на путь разрушения. Кейн мгновенно оказывается на поле битвы и говорит, чтобы Халк сразился с кем-нибудь своего размера. Затем начинается битва и Шрам избивает Кейна до полусмерти. Ситторак спрашивает его зачем ему полная сила. Разве ты хочешь спасти брата, которого всю жизнь ненавидел или есть другая причина? Кейн отвечает: «Сокрушить Халка. Доказать миру… Доказать самому себе… Что я… Все ещё… Джаггернаут!». Ситторак принял предложение Кейна и его сила стала прежней. Джаггернаут начинает новую схватку с Халком. Первым же ударом, он отправляет Шрама на землю, а после втаптывает его голову в бетон. Но Халк отвечает ему, ударом помяв шлем. Титаны вцепились друг в друга мёртвой хваткой. Профессор Ксавьер отвлекает Кейна, говоря чтобы он прекратил сражение, так как из-за этого расшатывается фундамент школы, и в конечном итоге она обрушится, убив всех, кто внутри. Но, в отличие от других воплощений Халка, Зелёный Шрам был умнее и не использовал ярость, а пошел на хитрость: быстро убрал руки и сильно толкнул Кейна, вышвырнув его с поля поединка. Далее Халк говорит профессору: «Всё кончено, Ксавьер. Когда он сможет остановиться, мы будем уже далеко». И Халку наконец удалось поговорить с Профессором, после чего, он, поняв, что Ксавьер и так уже живёт в аду, уходит. После всего этого, Ксавьер поблагодарил за помощь Кейна, на что тот сказал: «Хватит Чарльз, я сделал это не ради тебя. Скажи остальным, чтобы не приходили за мной, вам не понравится то, что вы обнаружите.» И после уходит.

### Громовержцы
Джаггернаут настолько ослабел, что его смогли поймать и посадить в Рафт. Кейн уже не был бессмертным, регенерация практически не работала, вследствие чего он сильно постарел. Люк Кейдж решил вытащить Джаггернаута из тюрьмы, если он примет условия Новых Громовержцев. Он принял эти условия и вступил в команду, но когда на громовержцев напал Земо, то Джаггернаут попытался сбежать, но Земо оказался фиксером, а нападение — проверкой, позднее вместе с Громовержцами он бился с Нелюдями в пещере в Папуа-новой Гвинее. Позже защищал побережье Японии от четырёх гигантских монстров: Бронированного, Лобстера, Птицеобразного и Монстра с плавниками на голове (такие названия им дал Люк Кейдж). Там же вытащил с морского дна Мунстоун и Певчую Птицу и защищал громовержцев, сражаясь, будучи далеко не в лучшей форме один на один с Гиперионом, который чуть было не убил самого Кейна, но отвлёкшийся на Джаггернаута, Гиперион был побеждён Призраком и убит Лешим.

### Страх во плоти
В сюжетной линии Страх во плоти, один из семи Владык земли Достойный превратил Джаггернаута в Куурта, Крушителя камня. Джаггернаут в этом состоянии стал сильнее. Его преобразования было достаточно, чтобы сделать его злым. Колосс же стал Джаггернаутом. В ходе схватки, Пётр используя мощь Ситторака, смог выбить одержимость из Кейна, тем самым делая его человеком.

## Силы и способности
- Джаггернаут — это одно из самых сильных существ во Вселенной. Его сила почти бесконечна и конкурирует с силой Халка — Зелёного Шрама[6]. Благодаря ей, Кейн легко поднял небоскреб одной рукой[7], пробился ударами до центра Земли, чуть не задушил Тора медвежьей хваткой, легко вырубил Существо и Колосса.
- Мощь рубина делает Джаггернаута практически неуязвимым для любых повреждений, однако невероятно мощные магические, ментальные и физические атаки способны ему навредить. Ни ток, ни холод, ни огонь — ничто не может нанести вред Кейну.
- Несмотря на огромные размеры, Марко, используя лишь часть мощи рубина, смог разогнаться до 965 км/ч. Из-за подпитки магической мощью рубина, Джаггернаут не нуждается в воздухе, еде, воде и сне. Он никогда не устаёт и способен действовать бесконечно долго.
- Мощь Ситторака настолько заряжает Марко, что она выплескивается за пределы его тела, образуя неуязвимый щит, который способен отражать пущенные предметы обратно[8].
- Также Джаггернаут обладает сверхчеловеческой регенерацией и за минуты залечивает практически любые повреждения. Даже если от него останется одна молекула, есть шанс, что он восстановится.
- Статус «Аватара Ситторака» дает Джаггернауту неизмеримый запас кинетической энергии и, если он начнёт однажды движение, остановить его способно только существо, обладающее поистине бесконечной физической силой.
- Но самой таинственной силой Джаггернаута является магия. По-видимому, сила аватара не ограничена лишь огромными физическими возможностями. Кейн бился с Лордом Страха в его родном измерении и мог контролировать размер противника, он также выпускал магические лучи и огонь из своих ладоней. Магией Джаггернаута восхитился сам Обливион, сущность забвения. Однажды, усилив связь с рубином, некая сущность завладела телом Кейна и стала Джаггернаутом-Трионом, а также была способна рвать ткань реальности, искажать её, телепортироваться и изменять структуру вселенной, а физические характеристики аватара увеличивались по крайней мере в миллион раз[9].

## Слабости
Сила Джаггернаута сильно зависит от Ситторака, и если Кейн будет уклоняться от его главного предназначения — разрушения, мощь будет стремительно падать. Также при утере и уничтожении алого рубина, силы аналогично придут в упадок. Из-за того, что Ситторак не наделил своего «Аватара» ментальным барьером, Кейн уязвим для телепатии, а также для магических атак. Когда он вернулся в обличии Джаггернаута, Ситторак наделил его ментальным барьером, но остальные слабости остались на месте. А также его сила и выносливость были увеличены в несколько раз. А после того когда он окончательно потерял камень Ситторака, он на какое то время носил доспехи. И по возвращении на Землю, он получил браслеты Ситторака, которых восстановил первоначальные способности Джаггернаута, но теперь может создавать новые доспехи внутри собственного тела, и контролировать свои способности по желанию.

## Альтернативные вселенные

### Ultimate Marvel
В Алтимейт-вселенной Джаггернаут является объектом тайной правительственной программы «Оружие X». Влюблён в Шельму, ради неё сражался с Гамбитом, который пожертвовал собой. В отличие от оригинала, лицо закрыто шлемом а отверстие наверху нужно, чтобы Джаггернаут дышал кислородом.
Во время события Ультиматума, когда много героев и злодеев погибло, Джаггернаут и Саблезубый помогали Шельме в битве против Уильяма Страйкера. Ему вкололи яд в глаз и он попросил Шельму дотронуться до него, а значит убить.

## Вне комиксов

### Мультфильмы
- Серия «Рождение Огненный звезды» мультсериала «Человек-паук и его удивительные друзья».
- Мультфильм «Прайд из Людей Икс». Был озвучен покойным Роном Гансом.
- Мультсериал «Люди Икс». Был озвучен Риком Беннетом.
- Рука Джаггернаута появилась в «Фантастической четверке» 1994, 22 серия «Зеленый кошмар» (9.17).
- Джаггернаут появился в «Люди Икс: Эволюция». Был озвучен Полом Добсоном. В русском дубляже персонаж был назван Терминатором. В этой версии он мутант, у которого проявились силы после контакта с Циттираком.
- Мультсериал «Росомаха и Люди Икс».
- Мультсериал «Совершенный Человек-паук».
- Мультсериал «Рыцари Марвел: Чёрная Пантера» (в третьей серии).
- В мультсериале «Мстители, общий сбор!» можно увидеть побежденного Гиперионом Джаггернаута в новостях (1 сезон, 7 серия).

### Фильмы

Винни Джонс в роли Джаггернаута в фильме «Люди Икс: Последняя битва»

- Джаггернаут является одним из персонажей вышедшего в 2006 году фильма «Люди Икс: Последняя битва», где его роль сыграл британский актёр Винни Джонс. В фильме ничего не сказано о родстве Джаггернаута с Ксавьером, нет даже упоминаний о магическом камне, и по сюжету Марко является мутантом. Джаггернаута везли в грузовике-тюрьме, но его освободил Магнето. Он померился силами с Росомахой в доме Джин Грей. Во второй битве он был хитростью побеждён Китти Прайд. Произнесённая в поединке с Джин Грей фраза персонажа Я Джаггернаут, тварь!  (lang-en|I'm the Juggernaut, bitch!) стала мемом[10]
- Джаггернаут также является одним из антагонистов в фильме «Дэдпул 2», где его сыграли режиссёр фильма Дэвид Литч (захват движения) и сыгравший Дэдпула канадский актёр Райан Рейнольдс (голос и мимика лица).[10] По сюжету фильма, Джаггернаута освобождает Рассел Коллинз — главный антагонист. В фильме есть упоминание о его прошлом. Джаггернаут начал носить стальной шлем, чтобы его брат Чарльз Ксавьер не смог прочесть его мысли. В первой битве побеждает Дэдпула и сбегает с Расселом в его сиротский приют, чтобы убить директора-мутантоненавистника. Проигрывает в схватке с Колоссом, Сверхзвуковой боеголовкой и Юкио.
- Режиссёр Дэдпул и Росомаха Шон Леви обсуждал с Винни Джонсом возможность возвращения Джаггернаута, но актёр отказался, на создание цифрового костюма Джаггернаута для съёмок не хватило бюджета, а процесс облачения в резиновый костюм был для него тяжёлым испытанием в моральном и физическом плане.[11] Роль исполнил Аарон В. Рид, образ персонажа был основан на "Последней битве"[10] Был среди союзных Кассандре Нове, был побеждён Икс-23, а его шлем был использован Дэдпулом для блокирования её ментальных способностей.

### Видеоигры
- Один из основных персонажей в серии MARVEL vs. CAPCOM.
- Джаггернаут появляется в игре «X2: Wolverine's Revenge» в качестве противника Росомахи.
- В игре X-Men Legends II: Rise of Apocalypse один из играбельных персонажей.
- Джаггернаут появляется в Spider-Man: Shattered Dimensions в качестве одного из противников «классического» Человека-паука.
- В игре Marvel: Ultimate Alliance 2 является играбельным персонажем как часть эксклюзивного контента для PlayStation 3 и Xbox 360. Имеется альтернативный костюм из вселенной «Ultimate».
- В игре Lego Marvel Super Heroes является боссом, а после играбельным персонажем.
- В игре X-Men (1993) был боссом этапа «Земля Дикарей».
- В игре Marvel Puzzle Quest.
- Играбельный персонаж в Marvel Contest of champions.
- Появляется в игре Marvel Future Fight.
- В игре Kingdom Rush от компании Ironhide на уровне «Цитадель» является боссом, имеющим огромный запас прочности и большой урон.

## Критика и отзывы
- В 2008 году журнал Wizard поставил Джаггернаута на 188-ю позицию в своём рейтинге 200 величайших персонажей комиксов[12].
- 13 мая 2008 года Джаггернаут занял 19 место в списке 100 величайших злодеев комиксов по версии IGN[13].